# Franz Ries
Franz Ries (Berlino, 7 aprile 1846 – Naumburg, 20 gennaio 1932) è stato un violinista e compositore tedesco del periodo romantico.
Figlio del compositore e violinista Hubert Ries, studiò al conservatorio di Parigi sotto la guida del violinista Joseph Lambert Massart.
Dopo una breve ma intensa carriera di violinista, abbandonò la professione in seguito ad un problema nervoso. Nel 1875 si trasferì a Dresda. Qui aprì un negozio di spartiti e strumenti musicali, continuando tuttavia a comporre e ad esibirsi occasionalmente come concertista. Dal 1884 sino alla morte fu comproprietario della casa di edizioni musicali Ries&Erler Berlin.

## Composizioni
- Lieder, Op.1
  - 1. An eine Jungfrau
- Lieder, Op.3
  - 3. Wenn die Lurk treckt
- Lieder, Op.4
  - 1. Lebe wohl!
  - 4. Keen Sorg för den Weg
- Quartetto per archi No.1 in re minore, Op.5 (pubbl. 1866)
  - I. Allegro poco agitato
  - II. Scherzo. Molto vivace
  - III. Adagio non troppo (E♭ major)
  - IV. Finale. Allegro molto appassionato
- (Quartetto per archi No.2, Op.?)
- 6 Lieder , Op.6
- 3 Characterstücke, per violino e pianoforte, Op.7
- 6 Lieder, Op.8
- Lieder, Op.10
  - 1. Nachtlied
- Lieder, Op.12
  - 3. Das verlassene Mägdlein
  - 4. Wandervögel
- Träumbilder (3 Klavierstücke), per pianoforte, Op.13
- 3 Zweistimmige Gesänge, Op.14
- 3 Lieder, Op.16 (per contralto/baritono)
- 3 Lieder, Op.17
- 4 Romanze, per violino e pianoforte, Op.20 (pubbl. 1860)
  - 1. Abschied
  - 2. Erinnerung
  - 3. Wehmuth
  - 4. Schlummerlied
- 4 Lieder, Op.25 (pubbl. 1876)
  - 1. Das alte Lied
  - 2. Bitte
  - 3. Die blauen Frühlingsaugen
  - 4. Der schwere Abend
- Kriegslied, Lied, Op.? (text Emanuel Geibel)
- Suite No.I in Sol minore, per violino e pianoforte, Op.26 (a Joseph Joachim - pubbl. 1877)
  - 1. Allemanda (Maestoso)
  - 2. Intermezzo (Allegretto assai vivace)
  - 3. Andante (Con moto)
  - 4. Minuetto (Moderato)
  - 5. Introduzione e Gavotta (Lento - Tempo di Gavotta)
- Suite No.II in Fa maggiore, per violino e pianoforte, Op.27 (pubbl. 1877)
  - 1. Praeludium (Allegro risoluto, ma moderato)
  - 2. Canon (Adagio ma non troppo - Allegro con fuoco)
  - 3. Scherzo (Molto vivace)
  - 4. Romanze (Andante sostenuto)
  - 5. Burleske (Vivace - Allegretto molto moderato)
- Quintetto per archi (con 2 viole) in do minore, Op.28 (pubbl. 1878)
  - I. Allegro poco agitato
  - II. Intermezzo. Vivace
  - III. Andante con variazioni
  - IV. Finale. Allegro assai
- Dramatische Ouverture in Mi minore, per Orchestra, Op.30 (pubbl. 1878)
- 6 Lieder, Op.31 (pubbl. 1879)
  - 1. Es muss was Wunderbares sein
  - 2. Du bist die Herrlichste von Allen
  - 3. Abends auf der See
  - 4. Wenn ich auf dem Lager liege
  - 5. Veilchen freue dich mit mir
  - 6. Abschied
- Suite No.III in Sol maggiore, per violino e pianoforte, Op.34 (pubbl. 1898)
  - I. Moderato
  - II. Bourrée
  - III. Adagio
  - IV. Gondoliera
  - V. Perpetuum mobile
- Suite No.IV in Re minore, per violino e pianoforte, Op.38 (pubbl. 1890)
  - 1. Intrada
  - 2. Aria
  - 3. Menuetto
  - 4. Capriccio
  - 5. Sarabande
  - 6. Gavotte
- Lieder, Op.39
  - 1. Gestillte Sehnsucht
  - 2. Himmlische Zeit, o selige Zeit!
- Lieder, Op.40
  - 1. Bleibe, Abend will es werden
  - 2. Wo du hingehst
- Lieder, Op.41
  - 1. Seliger Glaube
  - 2. Vergebens!
  - 3. Das schlafende Kind
  - 6. Ihr Lied
- Tragödie, Lied Op.42
- La Capricciosa, per violino e pianoforte (a Ibolyka Gyarfas - pubbl. 1925)

## Arrangiamenti
- Album-Blätter (Fogli d'album), "Melodies from Old Masters", 24 brani per violino/violoncello e pianoforte (arr. 1871-1884)
  - Book I (1-5):
    - 1. Pergolesi, G.B., Siciliano (Gm.)
    - 2. Durante, F., Arie (Dm.)
    - 3. Ries, Ferdinand, Romanze (G)
    - 4. Rameau, J.P., Gavotte (D) a. Der Ruhmestempel
    - 5. Hasse, J.A.P., Arie (Cm.)

  - Book II (6-10):
    - 6. Rameau, J.P., Menuett u. Passepieds (E) a. Castor u. Pollux
    - 7. Tartini, G., Larghetto (Gm.)
    - 8. Bach Air and Gavotte
    - 9. Lully Gavotte and Rondeau
    - 10. Martini (G.B.) Gavotte

  - Book III (11-15):
    - 11. Leclair (Jean M.) Sarabande u. Tambourin
    - 12. Gluck (Chr. W.) Ballet aus: Orpheus
    - 13. Paradies, P. Dom., Canzonetta (G)
    - 14. Duport, J.P., Romanze (C)
    - 15. Tenaglia, A.F., Aria (Fm.)

  - Book IV (16-20):
    - 16. Méhul, E.H., Menuett (A)
    - 17. Gluck, Chr. W., Largo (Gm.)
    - 18. Haydn, J., Serenade (C)
    - 19. Hasse, J.A.P., Canzona (Gm.)
    - 20. Gluck, Chr. W., Ballet u. Gavotte (A)

  - Book V (21-24):
    - 21. Mozart, W.A., Gavotte in F
    - 22. Lotti, G.B., Arietta in G
    - 23. Boccherini, L., Adagio in A
    - 24. Mozart, W.A., Ländler in G